# Mitch Dielemans
Mitch Dielemans (Geldrop, 6 januari 1993) is een Nederlands handboogschutter. Hij  kwalificeerde zich voor de Olympische spelen in Rio de Janeiro. Dielemans woont en traint sinds 2009 op Papendal.